# Newcastle Emlyn Castle
Newcastle Emlyn Castle ist eine Burgruine in Carmarthenshire in Wales. Die als Kulturdenkmal der Kategorie Grade I klassifizierte und als Scheduled Monument geschützte Ruine ist eine der wenigen Burgen in Dyfed, die von den walisischen Fürsten als steinerne Burg erbaut wurden.

## Geschichte

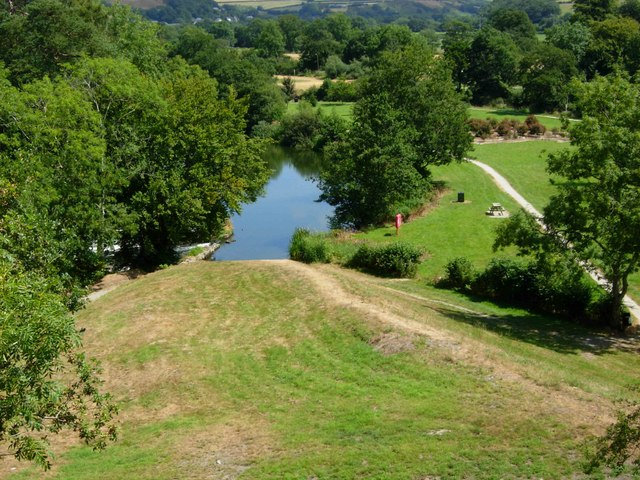
Blick von der Burg auf den Teifi, der die Ruine an drei Seiten umschließt

Die Burg wird 1257 erstmals erwähnt, doch vermutlich wurde sie um 1240 von Maredudd ap Rhys, einem Teilherrscher des walisischen Fürstentums Deheubarth zur Sicherung der Westgrenze seines Territoriums gegen die englische Herrschaft Cilgerran errichtet. Während der Revolte seines Sohnes Rhys ap Maredudd wurde sie noch vor dem Fall von Dryslwyn Castle von den Engländern erobert. In einem Überraschungsangriff konnte Rhys ap Maredudd die Burg jedoch am 2. November 1287 zurückerobern, worauf sie ab Ende Dezember von einem überlegenen englischen Heer belagert wurde. Nach zehntägigen Beschuss mit der Blide, die bereits bei der Belagerung von Dryslwyn Castle im Einsatz und die mit erheblichen Aufwand nach Newcastle Emlyn gebracht worden war, ergaben sich die walisischen Verteidiger am 20. Januar 1288. Die Burg fiel anschließend an die Krone und wurde zu Beginn des 14. Jahrhunderts durch den Bau des Torhauses und weiterer Befestigungen ausgebaut. Westlich der Burg entstand eine Siedlung mit englischen Siedlern. Nach 1349 wurde sie an den königlichen Justiciar von Südwales, Richard de la Bere sowie später an weitere Adlige vergeben, die jedoch die Burg nicht bewohnten und vernachlässigten. 1403 wurde sie während der Rebellion von Owain Glyndŵr von den Aufständischen erobert und anschließend von englischen Truppen unter Thomas Carew zurückerobert. 1428 wird die Burg als verfallen beschrieben. In der Mitte des 15. Jahrhunderts erwarb der Justiciar Gruffudd ap Nicolas die Burg. Sein Enkel Rhys ap Thomas legte in der Nähe der Burg einen großen Hirschpark an und ließ die Burg als Jagdschloss ausbauen. Nachdem sein Enkel Rhys ap Gruffydd FitzUrien 1531 wegen Verrats hingerichtet wurde, fiel die Burg wieder an die Krone. Zu Beginn des englischen Bürgerkriegs wurde sie von Truppen des Parlaments besetzt. 1644 eroberten königliche Truppen unter Charles Gerard die Burg und verteidigten sie 1645 erfolgreich gegen Parlamentstruppen unter Rowland Laugharne. Als eine der letzten royalistischen Festungen wurde sie zum Ende des Bürgerkriegs 1648 von den Parlamentstruppen erobert und gesprengt. Die Ruine wurde in den folgenden Jahrhunderten als Steinbruch genutzt. In den 1980er Jahren fanden archäologische Ausgrabungen in der Ruine statt. Heute ist die Ruine frei zugänglich.

## Anlage
Die spärlichen Reste der Burg liegen im Nordosten der Stadt Newcastle Emlyn auf einem steilen Bergsporn in einer Flussschleife über dem Teifi. Die dreieckige Kernburg war von West nach Ost etwa 45 m lang und an ihrer breitesten Stelle im Westen etwa 25 m breit, im Gegensatz zu vielen anderen walisischen Burgen enthält sie keinen Keep. Der am besten erhaltene Teil der Burg ist das im Westen gelegene doppeltürmige Torhaus, von dem noch die zweigeschossige Ruine erhalten ist. Das Torhaus wurde um 1349 vollendet und um 1500 durch den Einbau der großen Fenster wohnlich ausgebaut. Südlich des Torhauses befindet sich die Ruine eines quadratischen Turms aus dem 14. Jahrhundert sowie ein etwa 23 m langer Abschnitt der Ringmauer. An der Südseite der Kernburg sind die Fundamente der Halle und der angrenzenden Küche und Kapelle erhalten, an der Ostseite die Überreste eines weiteren Gebäudes.
Von der etwa 50 m langen Vorburg, die nur mit Wällen und hölzernen Befestigungen gesichert war, sind nur wenige Überreste erkennbar. Erhalten sind noch die Reste eines Erdravelins aus den 1640er Jahren, der während des Bürgerkriegs zur Sicherung der Landseite der Burg errichtet worden war.